# Ditmas
Ditmas is een nummer van de Britse band Mumford & Sons uit 2015. Het is de derde single van hun derde studioalbum Wilder Mind.
"Ditmas" is een rockballad die gaat over een scheiding. Het nummer was in het Verenigd Koninkrijk met een 83e positie niet heel succesvol. In Vlaanderen bemachtigde het nummer een 17e positie in de Tipparade.